# Nhạc metal Hungary
Nhạc metal Hungary là giới nhạc heavy metal của đất nước Hungary. Một trong những ban nhạc nổi tiếng nhất và được ca ngợi nhất của metal Hungary là Tormentor của Attila Csihar. Các ban nhạc metal khác của Hungary gồm có Sear Bliss, Thy Catafalque, Ektomorf, FreshFabrik, Blind Myself, The Idoru và Subscribe.

## Lịch sử hình thành

### Thập niên 1980
Tormentor được thành lập vào năm 1985 và đã ghi âm album đầu tiên mang tên "Anno Domini" vào năm 1988; đĩa này không được phát hành cho đến cuối thời kỳ cộng sản. Album đã lọt vào đất nước Na Uy thông qua con đường mua bán băng đĩa. Sau khi Per Ohlin tự vẫn, Mayhem đã mời Attila Csihar từ Tormentor để gia nhập vào ban nhạc; anh đã góp giọng trình diễn bài "De Mysteriis Dom Sathanas". Tormentor tan rã vào năm 1991 nhưng sau đó lại tái hợp, phát hành album phòng thu duy nhất tính đến nay là Recipe Ferrum! 777. Ban nhạc đã hoạt động cầm chừng trong một thời dài trước khi tái hợp vào năm 2018, rồi phát hành một số album nhạc sống.

### Thập niên 1990

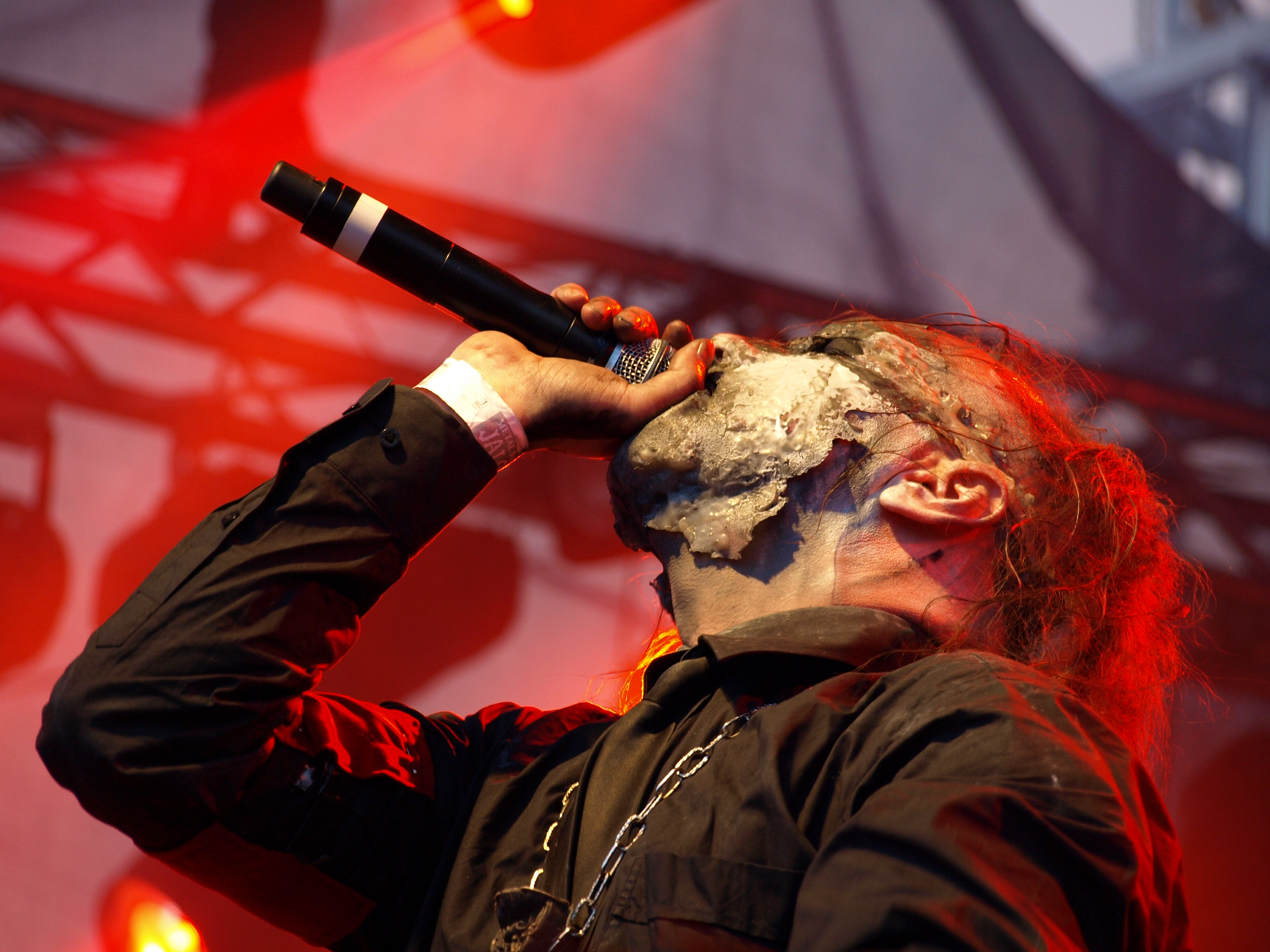
Attila Csihar biểu diễn cùng Mayhem

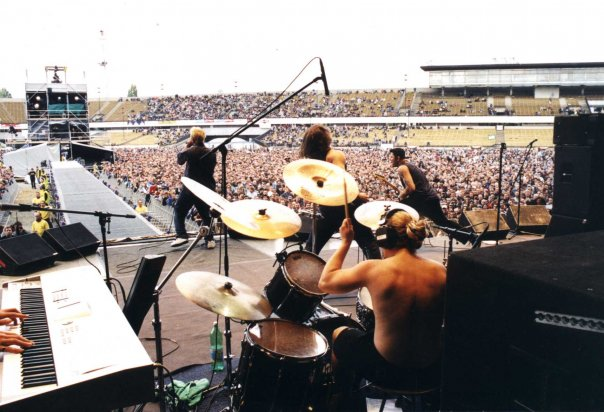
FreshFabrik trình diễn nhạc sống tại Praha vào năm 2001, hỗ trợ cho AC/DC và Rammstein

Năm 1993, ban nhạc FreshFabrik được thành lập bởi András Szabó và Levente Kovács. Năm 1997 họ đã được hãng đĩa lớn Warner Music Group ký hợp đồng để phát hành album phòng thu dài thứ hai mang tên "Nerve".

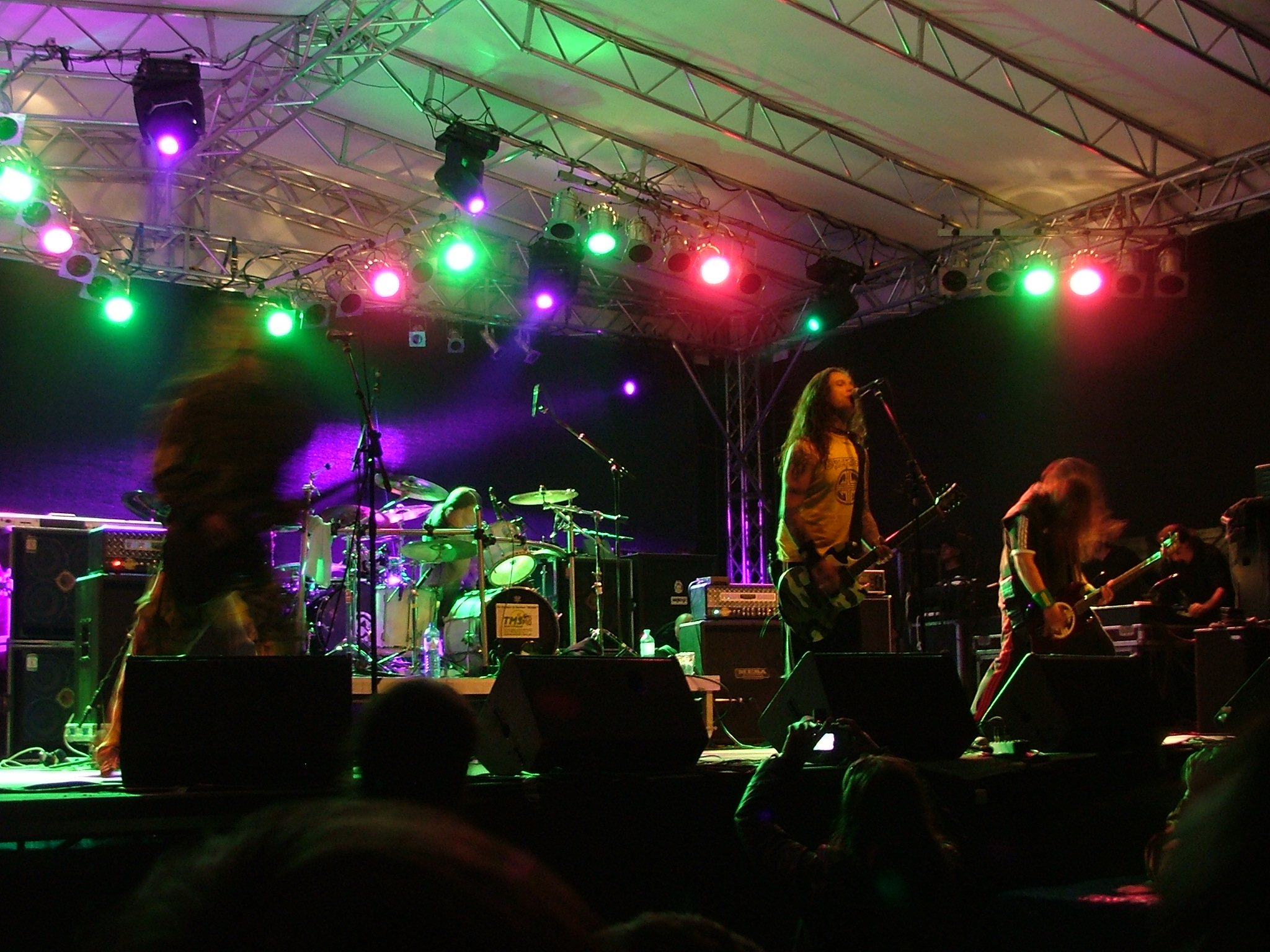
Ektomorf trình diễn tại Nhạc hội Rock the Lake Festival năm 2007.

Năm 1993, một trong những ban nhạc metal thành công nhất của Hungary, Ektomorf được thành lập. Ban nhạc do Zoltán Farkas dẫn dắt đến từ Mezőkovácsháza và đã cố gắng để giành được hợp đồng với PIAS Recordings và về sau là hãng đĩa lớn Nuclear Blast. Những album đầu tiên của họ, chẳng hạn như Kalyi Jag và I Scream Up to the Sky, chịu ảnh hưởng nặng từ Sepultura; tuy nhiên sau đấy nhóm trở thành những người tiên phong với thứ âm thanh độc đáo kết hợp giữa thrash metal và nhạc dân gian Hungary.
Năm 1994, ban nhạc Blind Myself được thành, trở thành một trong những ban nhạc chơi thể loại metalcore đầu tiên. Sau đó họ trở thành một trong những ban nhạc metal hàng đầu ở Hungary. Năm 1998, một ban nhạc đến từ Sopron có tên là Dalriada đã gây dấu ấn khắp Hungary với thể loại folk metal. Album của nhóm có nhan đề "Kikelet" đã giúp ban nhạc được biểu diễn tại các liên hoan âm nhạc lớn của châu Âu.

### Thập niên 2000
Thập niên 2000 chứng kiến sự nổi lên của ban nhạc kết hợp thể loại metal với các dòng khác như post-hardcore, nu metal. Năm 2003, một siêu ban nhạc được thành lập với tên gọi The Idoru bởi các thành viên cũ của Newborn, Blind Myself và Dawncore. Họ đã cố gắng phát hành nhiều đĩa nhạc, gồm có album phòng thu dài thứ hai Monologue, giúp cho nhóm giành được thành công ở bên ngoài lãnh thổ Hungary. Họ đã đi lưu diễn cùng ban nhạc Misfits của Mỹ tại châu Âu vào năm 2007 và với Ignite tại Nhật Bản vào năm 2008.

### Thập niên 2010
Năm 2012, ban nhạc Shell Beach phát hành album phòng thu dài thứ hai do Dávid Schram làm nhà sản xuất, có nhan đề This Is Desolation, giúp cho nhóm ký kết hợp đồng với hãng đĩa Redfield Digital Records.

## Các nghệ sĩ và ban nhạc metal Hungary nổi tiếng
- Auróra
- AWS
- Blind Myself
- Burial Chamber Trio
- C.A.F.B.
- CPg
- Csihar, Attila
- Dalriada
- Ektomorf
- FreshFabrik
- Lazarvs
- Idoru, The
- Newborn
- P. Mobil
- Pokolgép
- Schram, Dávid (recording producer)
- Sear Bliss
- Shell Beach
- Superbutt
- Thy Catafalque
- Tormentor
- Without Face
- Wisdom